# Lodi (Nova Jersey)
Lodi és una població dels Estats Units a l'estat de Nova Jersey. Segons el cens del 2008 tenia 23.776 habitants.

## Demografia
Segons el cens del 2000, Lodi tenia 23.971 habitants, 9.528 habitatges, i 6.097 famílies. La densitat de població era de 4.095,2 habitants/km².
Dels 9.528 habitatges en un 28,9% hi vivien nens de menys de 18 anys, en un 45,6% hi vivien parelles casades, en un 13,4% dones solteres, i en un 36% no eren unitats familiars. En el 30,1% dels habitatges hi vivien persones soles el 10,9% de les quals corresponia a persones de 65 anys o més que vivien soles. El nombre mitjà de persones vivint en cada habitatge era de 2,5 i el nombre mitjà de persones que vivien en cada família era de 3,16.
Per edats la població es repartia de la següent manera: un 21,3% tenia menys de 18 anys, un 8,2% entre 18 i 24, un 34,5% entre 25 i 44, un 21,2% de 45 a 60 i un 14,9% 65 anys o més.
L'edat mediana era de 36 anys. Per cada 100 dones de 18 o més anys hi havia 87 homes.
La renda mediana per habitatge era de 43.421 $ i la renda mediana per família de 51.959 $. Els homes tenien una renda mediana de 38.781 $ mentre que les dones 31.253 $. La renda per capita de la població era de 21.667 $. Aproximadament el 5,3% de les famílies i el 8% de la població estaven per davall del llindar de pobresa.

## Poblacions més properes
El següent diagrama mostra les poblacions més properes.